# Bernhard Wehrens
Bernhard Wehrens (* 23. April 1934 in Hermeskeil) ist ein deutscher EU-Beamter, der bis zu seiner Pensionierung als Chef de Division für die Europäische Kommission in Brüssel tätig war.

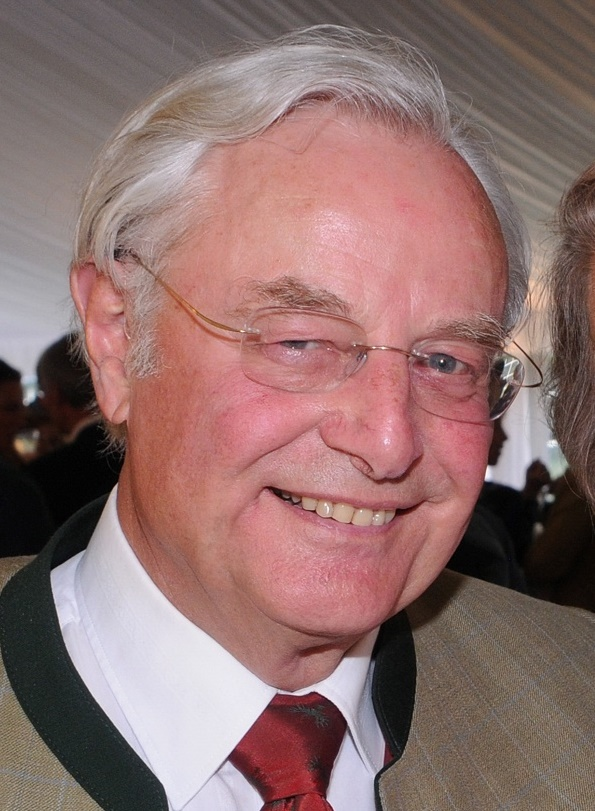
Bernhard Wehrens, geb. 23. April 1934

## Leben und Wirken
Nach seiner Schulausbildung am humanistischen Görres-Gymnasium in Koblenz studierte Bernhard Wehrens Rechtswissenschaften in Bonn, Freiburg im Breisgau und Mainz. Im Anschluss an die beiden juristischen Staatsexamen setzte er seine Studien im Europarecht fort am Europa-Institut Saarbrücken und bewarb sich mit Erfolg um Einstellung bei der damaligen Europäischen Wirtschaftsgemeinschaft (EWG) in Brüssel.
Während seiner mehr als dreißigjährigen Dienstzeit bei der Europäischen Kommission war er u. a. befasst mit der Harmonisierung des Gesellschaftsrechts, der Neugestaltung des EU-Gesetzgebungsverfahrens unter Präsident Jacques Delors, den Regelungen zur Eingliederung von Menschen mit Behinderung in allen Lebensbereichen auf nationaler und europäischer Ebene, darunter der Einführung von einheitlichen Blindenstadtplänen. Auch bei der Organisation der Paralympischen Spiele für Sportler mit Behinderung 1992 in Albertville (Winter) und Barcelona (Sommer) hat er auf Seiten der Europäischen Kommission mitgewirkt.

## Familie
In seiner Familie herrscht ebenfalls europäischer Geist: Der Vater seiner aus den Niederlanden stammenden Frau war Diplomat (Botschafter); mit ihr spricht er meistens französisch; seine beiden Töchter unterhalten sich untereinander und mit der Mutter auf Niederländisch oder Französisch; außerdem parlieren sie im Berufsleben und in der Freizeit englisch und spanisch.
Bernhard Wehrens gehört über den Stamm seiner Großmutter väterlicherseits zum Familienverband Kockerols, dessen Vorfahren bis zum Ende des 16. Jahrhunderts zurückverfolgt werden können. Sie stammen aus dem Raum zwischen Hatterath/Kreis Heinsberg, Löwen/Louvain und Antwerpen/Anvers, sind heute aber auch in weiteren europäischen Ländern und in Australien anzutreffen.

## Schriften (Auswahl)
- First European Symposium on Tactual Town Maps for the Blind: General Report, 1983.
- Rehabilitation in der EG. In: Behinderte und Rehabilitation, 1991, 179–189 (Campus Verlag Frankfurt/Main).
- Strategien zur Zusammenarbeit mit Mittel- und Osteuropa. Zum Informations- und Erfahrungsaustausch im Bereich der Behindertenpolitik aufgrund der HESTIA-Studie. In: Helioscope (1995) 5, S. 20.
- Museums Without Barriers. Fondation de France (Editor), International Committee of Museums (ICOM) (Editor), London, New York 1991.